# Camille Magnus
Camille Magnus, né Camille Magnus Deutz à Paris le 30 juin 1853 et mort en novembre 1894, est un peintre français.

## Biographie
Camille Magnus Deutz est né dans l'ancien 1er arrondissement de Paris le 30 juin 1853. Il est le fils de Désiré dit Magnus Deutz, pianiste et compositeur, et d'Adeline Louise Saudeur,.
Élève de Narcisse Díaz de la Peña, il est réputé pour ses paysages de la forêt de Fontainebleau, notamment des sous-bois.
Il expose au Salon de Paris de 1875 et 1878, des paysages forestiers, représentés par la galerie M. F. Gérard au 16, rue La Fayette à Paris.

## Œuvres référencées

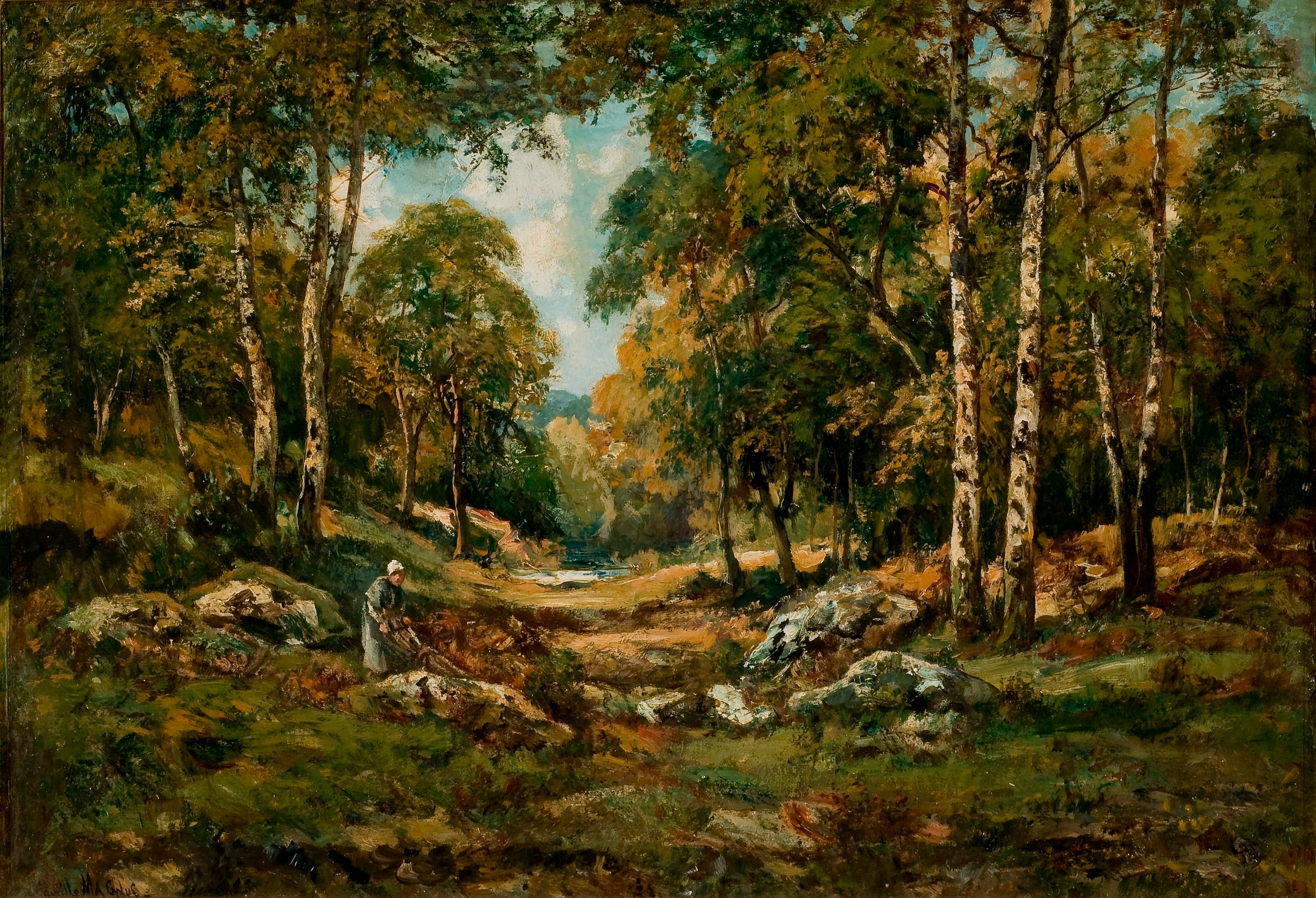
Boisière à l'orée du bois, Athens, Georgia Museum of Art.

- La Ramasseuse de fagots[6], localisation inconnue.
- Cupidon et Psyché, 1875, 18 × 13 cm[7], localisation inconnue.
- Forêt de Fontainebleau, 38 × 51 cm[8], localisation inconnue.
- Paysage d'automne, 37 × 46 cm[9], localisation inconnue.
- Entrée en forêt, 38 × 46 cm[10], localisation inconnue.
- Octobre, 33 × 46 cm[11], localisation inconnue.
- Orée de forêt. Fontainebleau, 55 × 66 cm[12], localisation inconnue.
- Jeunes grecques dans une forêt, 46 × 61 cm[13], localisation inconnue.
- La Forêt de Fontainebleau, 135 × 100 cm, ancienne collection Frederick S. Gibbs (en)[14], localisation inconnue.

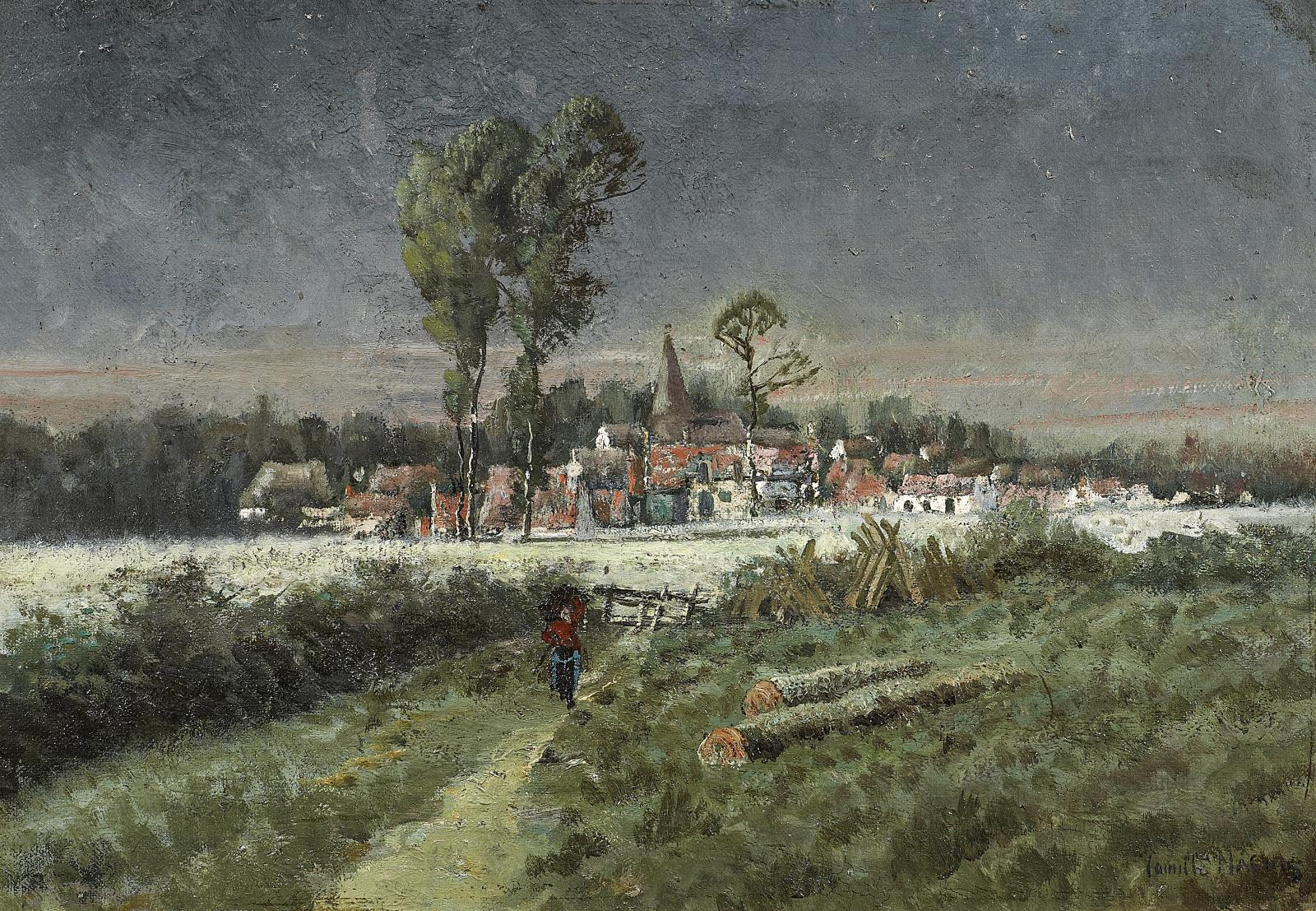
Au bord du village.

## Réception critique
- « Quoique l’art de Magnus soit plutôt éclectique, l’influence de Diaz, qui fut son ami proche, est la plus marquée. Qu’il n’ait été qu’un simple imitateur de Diaz, ce serait injuste de l’affirmer. Dans ses paysages comme dans ses personnages évoluant dans des paysages, il montre une maîtrise de la couleur bien proche de celle de son maître[15]. » — Thomas Ellis Kirby